# Z 6100
,,,
Les Z 6100 sont des anciennes automotrices électriques monocourant 25 kV assurant des missions de train de banlieue en Île-de-France pour la SNCF. Ces rames ont été livrées de 1965 à 1971 en trois sous-séries. Elles desservaient le réseau Transilien Paris-Nord. Caractérisée par une caisse en acier inoxydable, elle est surnommée « rame inox », « p'tit gris », « canette », « boîte de conserve », « guy-degrenne », « couscoussière » ou encore « le grille pain ».
D'un confort aujourd'hui dépassé, en particulier en matière de suspension, les Z 6100 (tout comme les Z 5300) sont pourtant restées en service (de réserve pour les 7 éléments restants) jusqu'au 10 janvier 2013. Elles ont été remplacées par du matériel automoteur Z 50000, dont les premiers éléments sont arrivés sur le réseau Nord fin 2009.

## Caractéristiques
Ces automotrices découlent des prototypes Z 9056 à 9059 puis Z 6006 à 6009. Courtes avec seulement trois caisses, mais pouvant circuler en unité multiple de trois éléments (soit neuf caisses), elles ont été conçues pour accompagner l'électrification du réseau Nord durant les années 1960 et ont définitivement remplacé les anciennes rames tractées par des locomotives à vapeur 2-141 TC 1 à 72 fin 1970. La caisse est en inox, comme sur les Z 3700 et Z 5100 ; les suspensions sont mécaniques ; pour faciliter l'accès des voyageurs, le plancher est disposé plus bas— 900 mm au-dessus du rail — sauf dans le compartiment surplombant le bogie moteur.
Ces éléments sont équipés d'un régulateur de vitesse imposée (VI), équivalent ferroviaire du limitateur de vitesse des automobiles, et de semelles de frein en matériau composite. Ils reçoivent la radio sol-train durant les années 1970.  À l'origine les rames sont équipées de banquettes en skaï bleue acier en seconde classe, et rouge en première classe, cependant le skaï bleu acier fut progressivement remplacé par du skaï orange à partir du milleu des années 1970, le rouge des premières classes sera également remplacé par du orange des années plus tard.
Au milieu des années 1980, le vandalisme croissant entraîne deux modifications sur ce matériel : les rideaux orange qui équipent les baies sont déposés, trop fréquemment enflammées avec un briquet et victimes d'incendies ; les porte-bagages sont également déposés, mais sur un seul côté. Ils sont quelquefois en effet utilisés par des vandales comme point d'appui pour pousser violemment avec les pieds sur les baies vitrées, pour les projeter hors du train sur l'extérieur.
Hormis quelques éléments réformés, les éléments sont pour l'essentiel dotés du contrôle de vitesse par balises (KVB) en 1992 suivant l'équipement du réseau en balises au sol, ainsi que du signal d'alarme par interphonie en 1995, qui remplace le signal d'alarme pneumatique. Ce nouveau système permet au conducteur de marquer ou non l'arrêt en fonction du motif donné, en raison de la multiplication des signaux d'alarmes abusifs à l'origine de retards chroniques. Ces rames se différencient par un préfixe « S » et le haut de leur attelage est peint en rouge. En plus des pédales, les éléments sont en outre dotés d'une commande tactile de veille automatique (VA) placée sur le pupitre.
Enfin, les poignées montoires, ou rembardes, sont déposées lors de la mise en place de la fermeture automatique des portes avec blocage en marche, imposé par une directive européenne et effective le 1er janvier 2004 ; l'élément Z 6141 est alors le seul à voir ses portes peintes en rouge, à l'image des Z 5300. Les éléments sont alors dotés de ronfleurs sonores annonçant la fermeture des portes, similaires à ceux des Z 5300. Seuls les Z 6101 à 6120, radiés en 2003 au vu de leur très faible potentiel kilométrique, n'en sont pas équipés. Les éléments sont tous équipés d'un dispositif de correspondance qui nécessite la présence d'un agent de train, assurant la fermeture des portes.

## Historique

### Contexte
Les Z 6100 représentent le matériel historique et emblématique qui a marqué durant des décennies le paysage ferroviaire de la banlieue Nord en Île-de-France, de leur mise en service au début des années 1960 jusqu'à leur disparition définitive en 2013, bien qu'après un déclin amorcé au début des années 2000.
L'électrification de la ligne de Paris-Nord à Lille en 1958, suivie par celle de La Plaine à Crépy-en-Valois en 1963 entraîne la SNCF à mettre au point de nouveaux engins de traction sous courant monophasé 25 kV-50 Hz. Ces nouveaux matériels automoteurs doivent être légers afin d'en améliorer les performances, souples afin de s'adapter à la demande selon les heures, et leur entretien le plus réduit possible.
L'exploitation d'un brevet par le constructeur Carel - Fouché - Languepin sur le procédé de l'américain Budd permet l'utilisation de l'acier inoxydable, qui a l'avantage d'être léger et ne nécessite aucune remise en peinture extérieure périodique. Cette technique a été utilisée dès 1938 pour les Z 3700, et est notamment employée dans les années 1950 pour les Z 5100, puis durant la décennie suivante pour les Z 5300, fonctionnant sous courant 1500 volts continu. Les prototypes Z 9056 à 9059, ultérieurement renommés Z 6006 à 6009, sont livrés en 1960 et testés entre Paris-Nord et Creil.

### Trois sous-séries
Les nouveaux éléments Z 6100 sont mis au point : ils sont directement dérivés des prototypes Z 6006 à Z 6009. Premières automotrices en acier inoxydable sous courant monophasé, les Z 6100 se répartissent en trois sous-séries successives et restent affectées durant toute leur carrière au dépôt de La Chapelle. Les éléments automoteurs à trois caisses de Z 6101 à Z 6120 sont attendus depuis 1959.
La première série d'éléments Z 6100 est livrée du 8 juillet 1965 au 27 février 1967 au dépôt de La Chapelle. Elle conserve les mêmes caractéristiques techniques autant qu'esthétiques des Z 6000 prototypes, avec un graduateur classique, des sablières de roues et des suspensions mécaniques, ainsi que les mêmes baies vitrées. Ces éléments sont engagés sur les relations de Paris à Crépy-en-Valois et de Paris à Creil.
L'électrification progressive de la banlieue Nord amène la SNCF à commander une seconde tranche de 29 éléments triples de Z 6121 à Z 6149, afin d'assurer la relève de la traction vapeur. Cette nouvelle tranche est plus confortable que la première, avec notamment le choix de la suspension pneumatique, tandis que la motorisation à graduateur et les sablières sont conservées. Cette seconde sous-série est dotée de baies vitrées individuelles, identiques à celles des RIB 70.

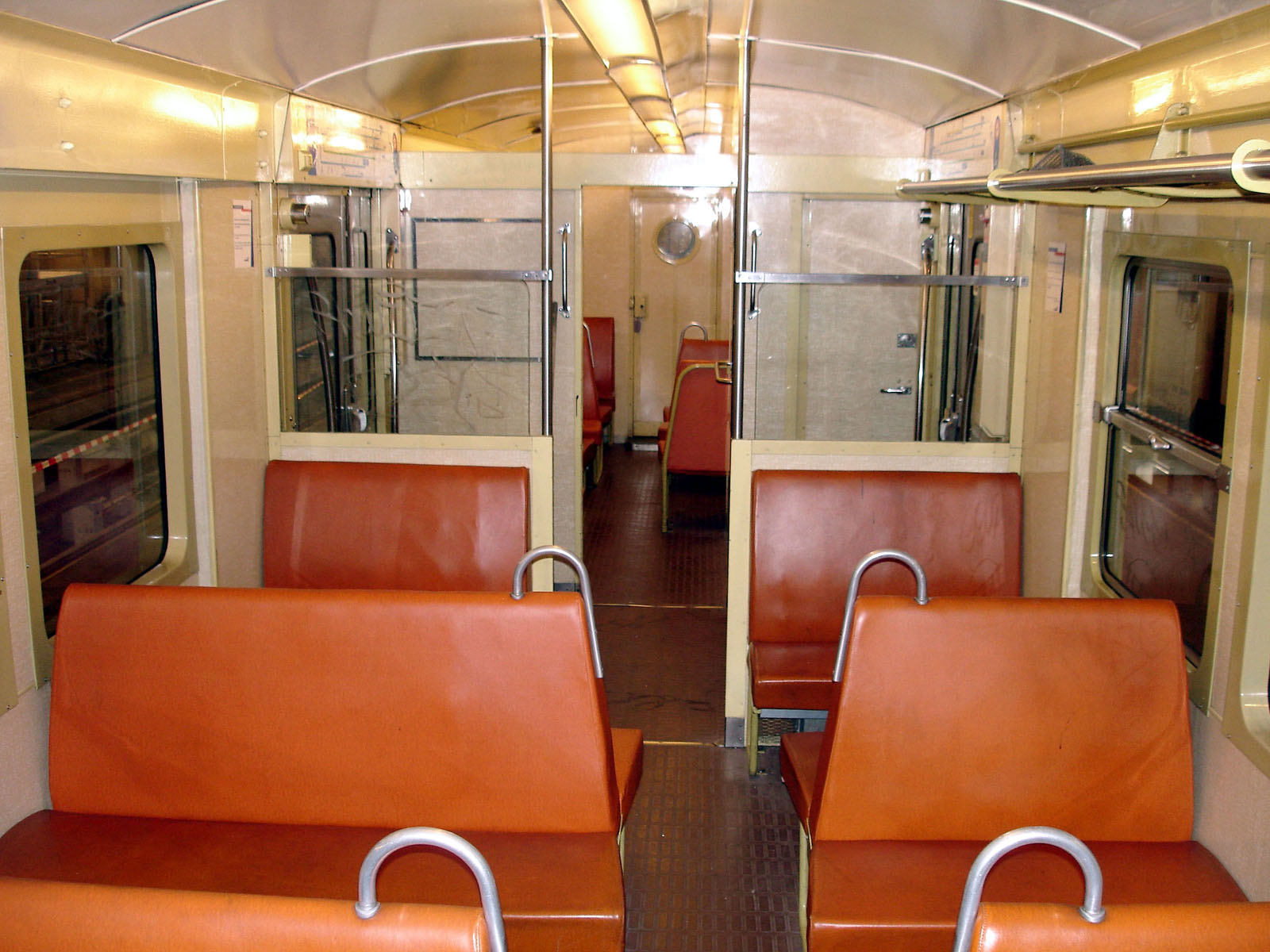
Intérieur d'une remorque.

Une troisième sous-série de Z 6150 à Z 6185 complète le parc ; elle ne se distingue de la seconde que par sa motorisation à thyristors, directement dérivée des BB 15000. Les sablières sont alors supprimées des éléments du parc, et remplacées par un système d'antipatinage. Ces deux séries ont été livrées du 7 décembre 1969 au 22 octobre 1971 et permettent la desserte des axes de Paris-Nord à Pontoise et Valmondois ainsi que de Paris à Persan - Beaumont et Luzarches via Montsoult - Maffliers.
L'aspect modulable des éléments, constitués de trois voitures pouvant former des unités multiples de trois éléments soit neuf voitures, permet de s'adapter aux besoins : un élément seul est engagé aux heures creuses, plusieurs assemblés rapidement aux heures de pointe grâce aux attelages automatiques. Cette nouvelle pratique permet de rompre avec le manque de souplesse des voitures tractées de type Nord, nécessitant des manœuvres contraignantes et la mise en tête d'une locomotive.
Pour le réseau de Paris Saint-Lazare, la version courte, représentée par les automotrices Z 6300, est utilisée en raison de la longueur courte des quais de la gare Saint-Lazare.
Vers 1975, les Chemins de fer luxembourgeois (CFL) mirent en service six rames proches des Z 6100 mais bicaisses et avec deux portières par face, les automotrices série 250.

### La réforme
La première série (Z 6101 à 6120) a été réformée de 2001 à 2004 avec la livraison des Z 20900, tandis que 50 éléments des seconde et troisième séries, dont la dernière révision générale se déroule en 2006, achèvent leur carrière sur le réseau Transilien Paris-Nord, dans l'attente de leur radiation, conséquence de la livraison des Z 50000 (Francilien), de décembre 2009 à début 2013, destinées à les remplacer.
Fin 2011, les Z 6100 assurent toujours leur service historique entre Paris et Crépy-en-Valois mais sont de plus en plus épaulées par des rames RIB rénovées (rames C) et des VB 2N, toutes deux attelées à des BB 17000. La liaison de Paris à Crépy-en-Valois est alors de plus en plus assurée avec des rames inox de banlieue (RIB) tractées ou poussées par des locomotives de type BB 17000, de même que la transversale Pontoise – Creil ne voit plus circuler aucune Z 6100 en situation normale depuis le début de l'année 2012.
À partir du service 2012, les Z 6100 ne circulent plus qu'aux heures de pointe (et en cas de recours aux éléments en réserve pour remplacer des Z 50000 en maintenance ou en attente de livraison) sur les liaisons de Paris à Persan - Beaumont (via Valmondois) et de Paris à Pontoise. Les rames RIB et Z 50000 y sont désormais de plus en plus engagées. Les relations Paris – Luzarches et Paris – Persan - Beaumont via Montsoult sont exclusivement assurées par des rames Z 50000 ou des rames RIB (sauf en situation perturbée).
Au printemps 2012, l'association pour la Préservation d'un "P'tit Gris" du Nord est créée par quelques passionnés pour la conservation d'un élément à titre historique. Courant décembre 2012, la livraison des derniers éléments Z 50000 (Francilien) destinés à la ligne H entraîne une radiation accélérée des dernières Z 6100, à raison de quatre à cinq éléments par semaine. Le 31 décembre 2012, les trois dernières rames Z 6100 encore en service aux heures de pointe sur les relations de Paris-Nord à Pontoise et Persan - Beaumont via Valmondois sont définitivement retirées du service. Seuls quelques éléments sont conservés pendant quelques semaines afin d'assurer l'éventuel remplacement d'un matériel défectueux. La disparition des Z 6100 entraîne par ailleurs la fermeture définitive de leur atelier d'entretien, le dépôt de La Chapelle, après 166 ans d'existence.
Du 14 au 17 décembre 2012, une exposition-vente aux enchères se déroule cour de Rome, devant la gare de Paris-Saint-Lazare. Intitulée « le train, reflet de son époque », l'exposition présente cent-cinquante pièces détachées provenant de Z 6100 (feux, banquettes, portes, porte-bagages...) dont dix réinventées par des designers, évoquant le mode de vie des années 1960. Elle s'achève par la vente aux enchères des objets, au profit des Restos du Cœur, qui remporte un franc succès, avec au total 45 530 euros de recettes.
En 2013, certaines rames ont été revendues d'occasion aux Chemins de fer roumains puis ont été modernisées avec une nouvelle face avant et de nouveaux intérieurs.

## Automotrices préservées

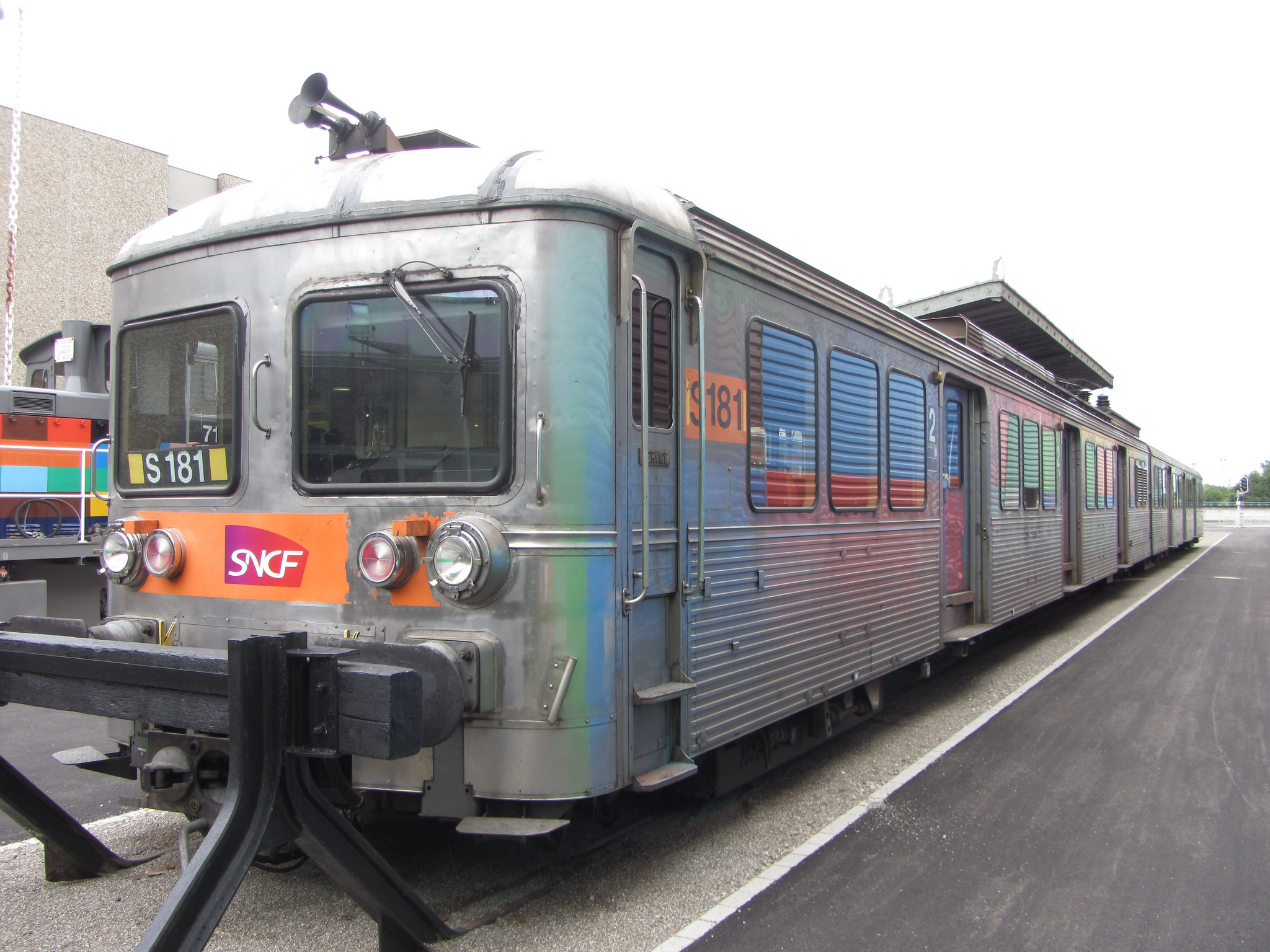
La Z 6181 préservée à Mulhouse.

- Z 6181 avec sa remorque ZR 16181 : elles sont préservées en exposition statique à la Cité du train de Mulhouse[14].

La Z 6180 fut préservée par l'« Association pour la Préservation d'un P'tit Gris du Nord » (APPG Nord) en état de fonctionnement avec ses trois caisses de mai 2014 à mars 2018.
Au début, à l'abri au dépôt de La Chapelle, la rame fut transférée sur le triage de Vesoul en 2015 pour rejoindre d'autres « P'tit Gris » et rames inox en attente de mise à la ferraille. En mars 2018, la rame rejoint Baroncourt pour être démolie.

## Services
Les Z 6100 sont d'abord utilisées sur la relation de Paris à Crépy-en-Valois et de Paris à Creil avant de desservir également Pontoise puis la transversale Pontoise – Creil, enfin Persan - Beaumont par Montsoult - Maffliers et Valmondois, et Luzarches, après l'électrification de ces radiales achevée en 1970. Elles ont par la suite circulé de Paris à Beauvais à partir de 1999, après l'électrification de la section de ligne de Persan - Beaumont à Beauvais.
Sur la desserte historique de Paris à Creil, leur utilisation se réduit à partir de 1987, puis cesse définitivement en 1990, avec la mise en service progressive du RER D sur cette branche, exploitée par des Z 8800 temporairement, puis par des Z 20500.
En 2012, elles ne circulent plus que sur les lignes H et K du réseau Transilien Paris-Nord. Elles sont progressivement remplacées par le nouveau matériel Z 50000 dit Francilien sur la ligne H. Sur les branches radiales au départ de Paris-Nord, la dernière mission a eu lieu le jeudi 10 janvier 2013 à destination de Valmondois ; elle était assurée par les Z 6166, Z 6151 et Z 6147,. Seuls deux éléments ont été conservés : un, réduit à deux caisses, pour la cité du train à Mulhouse, et un autre conservé par l'association pour la préservation d’un p'tit gris du Nord.
Plusieurs éléments ont été revendus aux chemins de fer roumains (CFR) et deux autres aux chemins de fer luxembourgeois (CFL) où ils furent renumérotés série 260. Ces derniers ont, depuis, cédé ces deux éléments aux CFR ainsi que les automotrices série 250 sauf une, hors-service, qui fut mise à la ferraille.

## Au cinéma
Ces automotrices sont notamment visibles dans les films suivants :
- 2001 : Le fabuleux destin d'Amélie Poulain.
- 2006 : Jean-Philippe .
- 2007 : L'Année suivante .
- 2008 : Cliente.

## Photos et vidéos

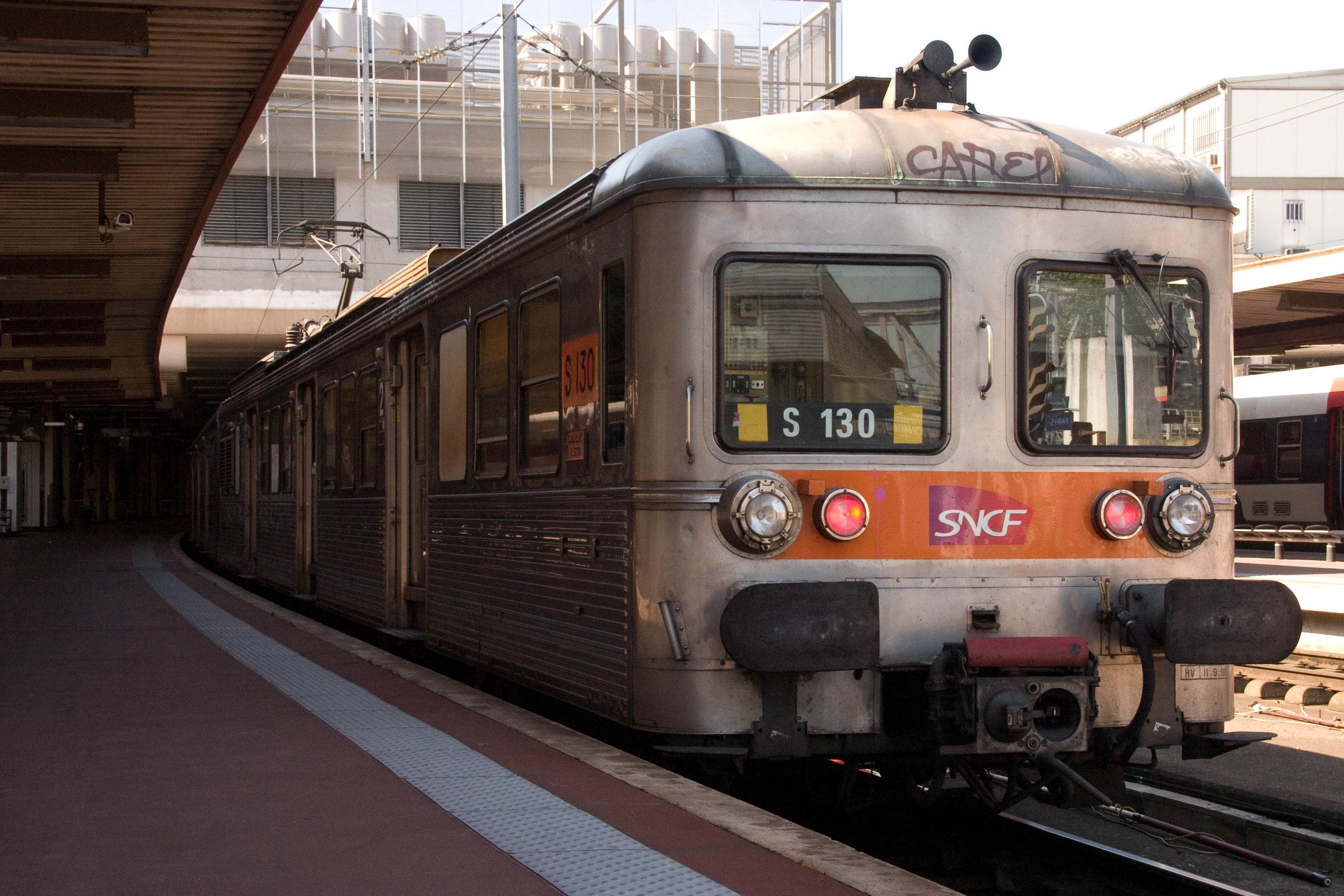
Z 6130 en gare de Paris-Nord.
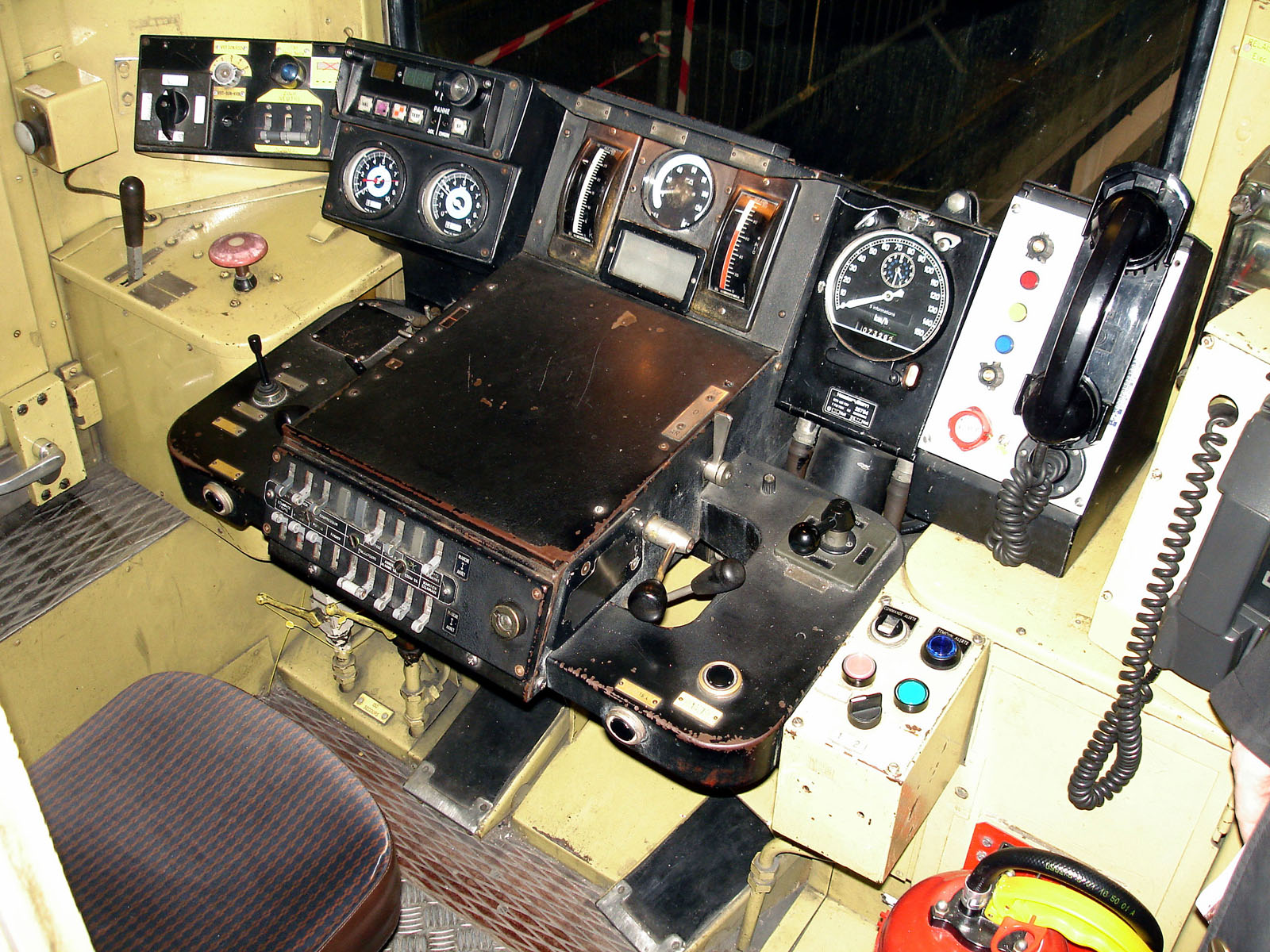
Poste de conduite de la Z 6143.
- Unité multiple d'éléments Z 6100 quittant la gare d'Ermont-Halte (vidéo).
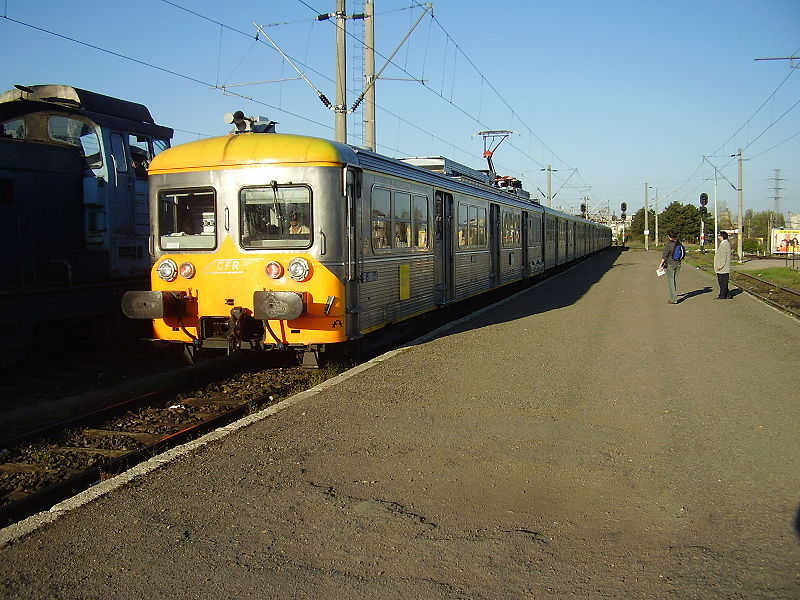
Ex-Z 6100 1re série, devenue une automotrice type 58 des Chemins de fer roumains (CFR) en gare de Cluj-Napoca.